# Liste des biens culturels d'importance nationale dans le canton de Berne (N-Z)
Cette liste présente les biens culturels d'importance nationale dans le canton de Berne. Cette liste correspond à l'édition 2009 de l'Inventaire Suisse des biens culturels d'importance nationale (Objets N) pour le canton de Berne. Il est trié par commune et inclus : 345 bâtiments séparés, 43 collections et 30 sites archéologiques et 4 cas particuliers.
Sommaire : Haut - A à M N O P R S T U V W Z

## Communes N
| Photo | Objet               | Type | Type | Type | Type | Type | Type | Type | Adresse          | Commune   | Coordonnées                      |
| Photo | Objet               | A    | Arch | B    | E    | M    | O    | S    | Adresse          | Commune   | Coordonnées                      |
| ----- | ------------------- | ---- | ---- | ---- | ---- | ---- | ---- | ---- | ---------------- | --------- | -------------------------------- |
|       | Hôtel de ville      |      |      |      | E    |      |      |      | Hauptstrasse 32  | Nidau     | 47° 07′ 32″ nord, 7° 14′ 25″ est |
|       | Château de Nidau    |      |      |      | E    |      |      |      | Hauptstrasse 2–8 | Nidau     | 47° 07′ 40″ nord, 7° 14′ 25″ est |
|       | Strandbad Biel      |      |      |      | E    |      |      |      | Uferweg 40       | Nidau     | 47° 07′ 47″ nord, 7° 14′ 08″ est |
|       | Gemauerter Speicher |      |      |      | E    |      |      |      | Dörflistrasse 4  | Niederönz | 47° 11′ 19″ nord, 7° 41′ 20″ est |
|       | Gemauerter Speicher |      |      |      | E    |      |      |      | Dörflistrasse 9a | Niederönz | 47° 11′ 15″ nord, 7° 41′ 20″ est |

## Communes O
| Photo | Objet                            | Type | Type | Type | Type | Type | Type | Type | Adresse                   | Commune                 | Coordonnées                      |
| Photo | Objet                            | A    | Arch | B    | E    | M    | O    | S    | Adresse                   | Commune                 | Coordonnées                      |
| ----- | -------------------------------- | ---- | ---- | ---- | ---- | ---- | ---- | ---- | ------------------------- | ----------------------- | -------------------------------- |
|       | Ferme                            |      |      |      | E    |      |      |      | Stöckli 203               | Oberbalm                | 46° 51′ 30″ nord, 7° 24′ 19″ est |
|       | Speicher                         |      |      |      | E    |      |      |      | Horbermatt 114            | Oberbalm                | 46° 52′ 29″ nord, 7° 25′ 26″ est |
|       | Speicher                         |      |      |      | E    |      |      |      | Oberbalmstrasse 209a      | Oberbalm                | 46° 52′ 25″ nord, 7° 24′ 05″ est |
|       | Staldenhof                       |      |      |      | E    |      |      |      | Untere Oschwandstrasse 38 | Oberburg                | 47° 01′ 44″ nord, 7° 37′ 30″ est |
|       | Chapelle familiale von Wattenwyl |      |      |      |      |      | O    |      | Burgdorfstrasse 6         | Oberdiessbach           | 46° 50′ 25″ nord, 7° 37′ 09″ est |
|       | Landsitz Diessenhof              |      |      |      |      |      | O    |      | Lindenstrasse 20–24       | Oberdiessbach           | 46° 50′ 07″ nord, 7° 37′ 20″ est |
|       | Nouveau château d'Oberdiessbach  |      |      |      | E    |      |      |      | Schlossstrasse 50         | Oberdiessbach           | 46° 50′ 20″ nord, 7° 37′ 34″ est |
|       | Château d'Oberhofen              |      |      |      |      |      | O    |      | Schloss 1–11              | Oberhofen am Thunersee  | 46° 43′ 47″ nord, 7° 40′ 06″ est |
|       | Wichterheer-Gut                  |      |      |      | E    |      |      |      | Staatsstrasse 16–20       | Oberhofen am Thunersee  | 46° 43′ 43″ nord, 7° 40′ 18″ est |
|       | Ferme                            |      |      |      | E    |      |      |      | Platzli 83                | Oberried am Brienzersee | 46° 44′ 13″ nord, 7° 57′ 40″ est |
|       | Vennerhaus                       |      |      |      | E    |      |      |      | Büel 201                  | Oberwil im Simmental    | 46° 39′ 38″ nord, 7° 27′ 11″ est |

## Communes P
| Photo | Objet                                                           | Type | Type | Type | Type | Type | Type | Type | Adresse       | Commune | Coordonnées                      |
| Photo | Objet                                                           | A    | Arch | B    | E    | M    | O    | S    | Adresse       | Commune | Coordonnées                      |
| ----- | --------------------------------------------------------------- | ---- | ---- | ---- | ---- | ---- | ---- | ---- | ------------- | ------- | -------------------------------- |
|       | Totenweg/ Bünden/ Kirche (mittelalterliches Gräberfeld/ Kirche) | A    |      |      |      |      |      |      |               | Perles  |                                  |
|       | Ferme Rohrmoos                                                  |      |      |      | E    |      |      |      | Rohrmooshof 3 | Pohlern | 46° 43′ 10″ nord, 7° 32′ 33″ est |
|       | Ferme Mättli                                                    |      |      |      | E    |      |      |      | Mettli 23     | Pohlern | 46° 43′ 27″ nord, 7° 32′ 18″ est |

## Communes R
| Photo | Objet                                   | Type | Type | Type | Type | Type | Type | Type | Adresse                           | Commune                  | Coordonnées                      |
| Photo | Objet                                   | A    | Arch | B    | E    | M    | O    | S    | Adresse                           | Commune                  | Coordonnées                      |
| ----- | --------------------------------------- | ---- | ---- | ---- | ---- | ---- | ---- | ---- | --------------------------------- | ------------------------ | -------------------------------- |
|       | Gasthof Bären                           | E    |      |      |      |      |      |      | Dorfstrasse                       | Reichenbach im Kandertal | 46° 37′ 32″ nord, 7° 41′ 40″ est |
|       | Letzi Mülenen (Talsperre)               | A    |      |      |      |      |      |      |                                   | Reichenbach im Kandertal | 46° 38′ 16″ nord, 7° 41′ 31″ est |
|       | Notar-Sieber-Haus                       |      |      |      | E    |      |      |      | Dorfstrasse                       | Reichenbach im Kandertal | 46° 37′ 31″ nord, 7° 41′ 38″ est |
|       | Fondation Abegg                         |      |      |      |      | M    |      |      | Werner Abegg-Strasse 67           | Riggisberg               | 46° 48′ 56″ nord, 7° 29′ 40″ est |
|       | Kirche und Burgruine                    |      |      |      |      |      | O    |      | Bir Chilchen 60                   | Ringgenberg              | 46° 42′ 04″ nord, 7° 53′ 49″ est |
|       | Alp Gabelspitz                          |      |      |      |      |      | O    |      | Schallenberg-Gabelspitz 150, 150a | Röthenbach im Emmental   | 46° 49′ 47″ nord, 7° 47′ 19″ est |
|       | Église Würzbrunnen                      |      |      |      | E    |      |      |      |                                   | Röthenbach im Emmental   | 46° 51′ 49″ nord, 7° 44′ 13″ est |
|       | Pont de Rossgrabenbrücke                |      |      |      | E    |      |      |      | Rossgraben                        | Rüeggisberg              | 46° 49′ 40″ nord, 7° 23′ 54″ est |
|       | Ruine der ehemaligen Cluniazenserkirche |      |      |      | E    |      |      |      | Kloster 1, 3                      | Rüeggisberg              | 46° 49′ 10″ nord, 7° 26′ 13″ est |
|       | Pont de Schwandbachbrücke               |      |      |      | E    |      |      |      | Schwandbach                       | Rüeggisberg              | 46° 49′ 46″ nord, 7° 24′ 09″ est |
|       | Château de Rümligen                     |      |      |      |      |      | O    |      | Schloss 26                        | Rümligen                 | 46° 49′ 45″ nord, 7° 29′ 24″ est |
|       | Speicherstöckli                         |      |      |      | E    |      |      |      | Grund 15 (111a)                   | Rüti bei Riggisberg      | 46° 46′ 32″ nord, 7° 29′ 01″ est |

## Communes S
| Photo | Objet                                                  | Type | Type | Type | Type | Type | Type | Type | Adresse                 | Commune        | Coordonnées                      |
| Photo | Objet                                                  | A    | Arch | B    | E    | M    | O    | S    | Adresse                 | Commune        | Coordonnées                      |
| ----- | ------------------------------------------------------ | ---- | ---- | ---- | ---- | ---- | ---- | ---- | ----------------------- | -------------- | -------------------------------- |
|       | Alte Kastlanei                                         |      |      |      | e    |      |      |      | Davidsmatte 231         | Saanen         | 46° 29′ 22″ nord, 7° 16′ 06″ est |
|       | Église de Saanen                                       |      |      |      | E    |      |      |      | Pfruendmatte 74         | Saanen         | 46° 29′ 25″ nord, 7° 15′ 30″ est |
|       | Ehemalige Prämonstratenserabtei Bellelay               |      |      |      |      |      | O    |      | Belellay 163            | Saicourt       | 47° 15′ 51″ nord, 7° 10′ 07″ est |
|       | Stiftskirche                                           |      |      |      | E    |      |      |      | Place du Marché 10      | Saint-Imier    | 47° 09′ 09″ nord, 6° 59′ 48″ est |
|       | Fabrique de montres Longines                           |      |      |      |      |      | O    |      | Les Longines 8          | Saint-Imier    | 47° 08′ 57″ nord, 7° 00′ 13″ est |
|       | Krämerhaus                                             |      |      |      | E    |      |      |      | Dorf 39                 | Schangnau      | 46° 49′ 39″ nord, 7° 51′ 38″ est |
|       | Château de Wil et parc                                 |      |      |      | E    |      |      |      | Schlossweg 8–10         | Schlosswil     | 46° 54′ 29″ nord, 7° 36′ 29″ est |
|       | Presbytère                                             |      |      |      | E    |      |      |      | Juchen 5                | Siselen        | 47° 01′ 53″ nord, 7° 11′ 20″ est |
|       | Ferme Grande Coronelle                                 |      |      |      | E    |      |      |      | La Coronelle 94         | Sonvilier      | 47° 09′ 44″ nord, 6° 56′ 41″ est |
|       | Église réformée                                        |      |      |      | e    |      |      |      | Village 8               | Sornetan       | 47° 16′ 27″ nord, 7° 12′ 50″ est |
|       | Bürg (prähistorische / mittelalterliche Höhensiedlung) | A    |      |      |      |      |      |      |                         | Spiez          | 46° 40′ 51″ nord, 7° 41′ 43″ est |
|       | Église réformée du château                             |      |      |      | E    |      |      |      | Schlossstrasse 17       | Spiez          | 46° 41′ 21″ nord, 7° 41′ 18″ est |
|       | Château de Spiez                                       |      |      |      | E    |      |      |      | Schlossstrasse 16       | Spiez          | 46° 41′ 21″ nord, 7° 41′ 15″ est |
|       | Weinbauernhof                                          |      |      |      |      |      | O    |      | Spiezbergstrasse 46, 48 | Spiez          | 46° 41′ 27″ nord, 7° 41′ 02″ est |
|       | Ehemalige Regie Steffisburg                            |      |      |      | E    |      |      |      | Schwäbis 103            | Steffisburg    | 46° 45′ 46″ nord, 7° 36′ 58″ est |
|       | Petinesca (vicus romain)                               | A    |      |      |      |      |      |      |                         | Studen         | 47° 06′ 37″ nord, 7° 17′ 44″ est |
|       | Gasthof Bären                                          |      |      |      |      |      | O    |      | Marktgasse 1            | Sumiswald      | 47° 01′ 39″ nord, 7° 44′ 45″ est |
|       | Presbytère                                             |      |      |      | e    |      |      |      | Pfarrgässli 2           | Sumiswald      | 47° 01′ 41″ nord, 7° 44′ 46″ est |
|       | Église réformée                                        |      |      |      | E    |      |      |      | Kirchgasse 4            | Sumiswald      | 47° 01′ 40″ nord, 7° 44′ 42″ est |
|       | Neolithische/ bronzezeitliche Seeufersiedlungen        | A    |      |      |      |      |      |      |                         | Sutz-Lattrigen | 47° 06′ 20″ nord, 7° 12′ 53″ est |
|       | Von Rütte-Gut                                          |      |      |      |      |      | O    |      | Seestrasse 6            | Sutz-Lattrigen | 47° 06′ 10″ nord, 7° 12′ 50″ est |

## Communes T
| Photo | Objet                                                              | Type | Type | Type | Type | Type | Type | Type | Adresse                 | Commune      | Coordonnées                      |
| Photo | Objet                                                              | A    | Arch | B    | E    | M    | O    | S    | Adresse                 | Commune      | Coordonnées                      |
| ----- | ------------------------------------------------------------------ | ---- | ---- | ---- | ---- | ---- | ---- | ---- | ----------------------- | ------------ | -------------------------------- |
|       | Église du Christ-Roi                                               |      |      | E    |      |      |      |      | Rue du Général Voirol 7 | Tavannes     | 47° 13′ 18″ nord, 7° 11′ 51″ est |
|       | Pierre Pertuis                                                     | A    |      |      |      |      |      |      |                         | Tavannes     | 47° 12′ 47″ nord, 7° 11′ 39″ est |
|       | Blümlisalp, bateau à roues à aubes                                 |      |      |      |      |      |      | S    |                         | Thoune       | 46° 45′ 15″ nord, 7° 37′ 54″ est |
|       | Ehemaliges Hotel Bellevue-Du Parc                                  |      |      |      |      |      | O    |      | Göttibachweg 2          | Thoune       | 46° 45′ 27″ nord, 7° 37′ 57″ est |
|       | Ehemaliges Hotel Thunerhof                                         |      |      |      | E    |      |      |      | Hofstettenstrasse 14    | Thoune       | 46° 45′ 21″ nord, 7° 38′ 02″ est |
|       | Haus zum Rosengarten                                               |      |      |      | E    |      |      |      | Freienhofgasse 20       | Thoune       | 46° 45′ 26″ nord, 7° 37′ 50″ est |
|       | Landsitz Bellerive                                                 |      |      |      |      |      | O    |      | Gwattstrasse 120        | Thoune       | 46° 43′ 33″ nord, 7° 37′ 29″ est |
|       | Mannschaftskaserne                                                 |      |      |      | E    |      |      |      | Allmendstrasse 243–248  | Thoune       | 46° 45′ 34″ nord, 7° 37′ 12″ est |
|       | Platzschulhaus (ancien hôpital)                                    |      |      |      | E    |      |      |      | Rathausplatz 3          | Thoune       | 46° 45′ 34″ nord, 7° 37′ 44″ est |
|       | Hôtel de ville                                                     |      |      |      | E    |      |      |      | Rathausplatz 1          | Thoune       | 46° 45′ 34″ nord, 7° 37′ 42″ est |
|       | Église réformée Scherzligen                                        |      |      | E    |      |      |      |      | Seestrasse 41           | Thoune       | 46° 44′ 50″ nord, 7° 38′ 11″ est |
|       | Sammlung Historisches Armeematerial, Materialkompetenzzentrum Thun |      |      |      |      | M    |      |      |                         | Thoune       | 46° 45′ 27″ nord, 7° 37′ 09″ est |
|       | Château de Thoune                                                  |      |      | E    |      |      |      |      | Schlossberg 1, 2        | Thoune       | 46° 45′ 36″ nord, 7° 37′ 47″ est |
|       | Château de Schadau, dépendances et parc                            |      |      |      |      | O    |      |      | Seestrasse 45           | Thoune       | 46° 44′ 46″ nord, 7° 38′ 14″ est |
|       | Schweizerisches Armeemuseum                                        |      |      |      |      | M    |      |      |                         | Thoune       | 46° 45′ 41″ nord, 7° 36′ 27″ est |
|       | Stadtbefestigung                                                   |      |      |      |      |      | M    |      |                         | Thoune       | 46° 45′ 34″ nord, 7° 37′ 51″ est |
|       | Vaporama, Museum der Dampfkraft, Schadau-Kutscherei                |      |      |      |      | M    |      |      |                         | Thoune       | 46° 44′ 44″ nord, 7° 38′ 10″ est |
|       | Wocher-Panorama                                                    |      |      |      | E    |      |      |      | Seestrasse 45f          | Thoune       | 46° 44′ 44″ nord, 7° 38′ 10″ est |
|       | Château de Thunstetten                                             |      |      |      | E    |      |      |      | Bergasse 5, 5b          | Thunstetten  | 47° 12′ 19″ nord, 7° 45′ 13″ est |
|       | Château de Toffen                                                  |      |      |      |      | E    |      |      | Schlossweg 4            | Toffen       | 46° 51′ 48″ nord, 7° 29′ 21″ est |
|       | Église de Trachselwald                                             |      |      |      | E    |      |      |      | Dorf 4                  | Trachselwald | 47° 01′ 00″ nord, 7° 44′ 16″ est |
|       | Château de Trachselwald                                            |      |      |      | E    |      |      |      | Schloss 8               | Trachselwald | 47° 01′ 03″ nord, 7° 44′ 31″ est |
|       | Ferme                                                              |      |      |      |      |      | O    |      | Hinter Hütten 239       | Trub         | 46° 58′ 42″ nord, 7° 52′ 21″ est |
|       | Ferme Ober-Brandösch                                               |      |      |      | E    |      |      |      | Brandösch 146           | Trub         | 46° 58′ 22″ nord, 7° 53′ 41″ est |
|       | Ferme                                                              |      |      |      | E    |      |      |      | Schmittenhof 11         | Trub         | 46° 55′ 52″ nord, 7° 51′ 23″ est |
|       | Ehemaliges Landgut Steiger                                         |      |      |      | E    |      |      |      | Unterdorf 44            | Tschugg      | 47° 01′ 36″ nord, 7° 04′ 42″ est |

## Communes U
| Photo | Objet                                           | Type | Type | Type | Type | Type | Type | Type | Adresse              | Commune         | Coordonnées                      |
| Photo | Objet                                           | A    | Arch | B    | E    | M    | O    | S    | Adresse              | Commune         | Coordonnées                      |
| ----- | ----------------------------------------------- | ---- | ---- | ---- | ---- | ---- | ---- | ---- | -------------------- | --------------- | -------------------------------- |
|       | Ehemaliges Cluniazenserpriorat                  |      |      |      |      |      | O    |      | St. Petersinsel 26   | Douanne-Daucher | 47° 04′ 11″ nord, 7° 08′ 34″ est |
|       | Ehemaliges Thormanngut                          |      |      | E    |      |      |      |      | Wingreis 22, 24      | Douanne-Daucher | 47° 06′ 06″ nord, 7° 10′ 32″ est |
|       | Fraubrunnenhaus                                 |      |      |      | e    |      |      |      | Dorfgasse 28         | Douanne-Daucher | 47° 05′ 42″ nord, 7° 09′ 29″ est |
|       | Altstadt (mittelalterliche/ neuzeitliche Stadt) | A    |      |      |      |      |      |      |                      | Unterseen       | 46° 41′ 12″ nord, 7° 50′ 57″ est |
|       | Ruine Weissenau                                 | A    |      |      | E    |      |      |      |                      | Unterseen       | 46° 40′ 12″ nord, 7° 49′ 57″ est |
|       | Bürglenhubel (neolithische Höhensiedlung)       | A    |      |      |      |      |      |      |                      | Utzenstorf      | 47° 07′ 53″ nord, 7° 34′ 56″ est |
|       | Gasthof Bären                                   |      |      |      | E    |      |      |      | Hauptstrasse 18      | Utzenstorf      | 47° 07′ 44″ nord, 7° 33′ 27″ est |
|       | Château de Landshut                             |      |      |      | E    |      |      |      | Schlossstrasse 15–21 | Utzenstorf      | 47° 08′ 14″ nord, 7° 32′ 55″ est |

## Communes V
| Photo | Objet                                                    | Type | Type | Type | Type | Type | Type | Type | Adresse | Commune | Coordonnées                      |
| Photo | Objet                                                    | A    | Arch | B    | E    | M    | O    | S    | Adresse | Commune | Coordonnées                      |
| ----- | -------------------------------------------------------- | ---- | ---- | ---- | ---- | ---- | ---- | ---- | ------- | ------- | -------------------------------- |
|       | Ländti (neolithische/ bronzezeitliche Seeufersiedlungen) | A    |      |      |      |      |      |      |         | Vinelz  | 47° 02′ 15″ nord, 7° 06′ 42″ est |

## Communes W
| Photo | Objet                            | Type | Type | Type | Type | Type | Type | Type | Adresse             | Commune            | Coordonnées                      |
| Photo | Objet                            | A    | Arch | B    | E    | M    | O    | S    | Adresse             | Commune            | Coordonnées                      |
| ----- | -------------------------------- | ---- | ---- | ---- | ---- | ---- | ---- | ---- | ------------------- | ------------------ | -------------------------------- |
|       | Ferme Aeckenmatt                 |      |      |      |      |      | O    |      | Aeckenmatt 6        | Wahlern            | 46° 51′ 29″ nord, 7° 21′ 49″ est |
|       | Burgruine Grasburg               | A    |      |      | E    |      |      |      |                     | Wahlern            | 46° 50′ 02″ nord, 7° 19′ 55″ est |
|       | Frühmesskapelle                  |      |      |      | e    |      |      |      | Käppeligässli 5     | Wahlern            | 46° 49′ 01″ nord, 7° 20′ 31″ est |
|       | Château de Schwarzenburg         |      |      |      |      |      | O    |      | Schlossgasse 13     | Wahlern            | 46° 48′ 54″ nord, 7° 20′ 29″ est |
|       | Speicher                         |      |      |      | E    |      |      |      | Henzischwand 298a   | Wahlern            | 46° 48′ 35″ nord, 7° 23′ 00″ est |
|       | Presbytère                       |      |      |      |      |      | E    |      | Kirchweg            | Walperswil         | 47° 03′ 33″ nord, 7° 13′ 40″ est |
|       | Ehemaliger Wehrturm (Presbytère) |      |      |      | E    |      |      |      | Städtli 40          | Wangen an der Aare | 47° 14′ 10″ nord, 7° 39′ 14″ est |
|       | Pont de bois                     |      |      |      | E    |      |      |      | Aarebrücke          | Wangen an der Aare | 47° 14′ 14″ nord, 7° 39′ 19″ est |
|       | Schloss Wangen an der Aare       |      |      |      | E    |      |      |      | Städtli 26          | Wangen an der Aare | 47° 14′ 10″ nord, 7° 39′ 16″ est |
|       | Église                           |      |      |      | E    |      |      |      | Schlossgasse 2a     | Wimmis             | 46° 40′ 23″ nord, 7° 38′ 08″ est |
|       | Letzi Spissi (Talsperre)         | A    |      |      |      |      |      |      |                     | Wimmis             | 46° 40′ 03″ nord, 7° 37′ 45″ est |
|       | Château de Wimmis                |      |      |      | E    |      |      |      | Schlossgasse 6      | Wimmis             | 46° 40′ 21″ nord, 7° 38′ 04″ est |
|       | Hofenmühle                       |      |      |      | E    |      |      |      | Mühlegasse 21, 23   | Wohlen bei Bern    | 46° 58′ 06″ nord, 7° 21′ 03″ est |
|       | Château de Worb                  |      |      |      | E    |      |      |      | Schloss 2–6         | Worb               | 46° 55′ 53″ nord, 7° 34′ 03″ est |
|       | Église réformée                  |      |      |      | E    |      |      |      | Enggisteinstrasse 6 | Worb               | 46° 55′ 49″ nord, 7° 33′ 52″ est |
|       | Presbytère                       |      |      |      |      |      | O    |      | Kirchweg 12, 14     | Wynau              | 47° 15′ 44″ nord, 7° 48′ 31″ est |
|       | Église réformée                  |      |      |      | E    |      |      |      | Kirchweg 10         | Wynau              | 47° 15′ 44″ nord, 7° 48′ 30″ est |
|       | Speicherstöckli                  |      |      |      | E    |      |      |      | Aarwangenstrasse 5  | Wynau              | 47° 15′ 39″ nord, 7° 48′ 31″ est |
|       | Ferme                            |      |      |      | E    |      |      |      | Oberbühl 239        | Wynigen            | 47° 06′ 19″ nord, 7° 41′ 56″ est |
|       | Ferme «Glungge»                  |      |      |      |      |      | O    |      | Brechershäusern 340 | Wynigen            | 47° 07′ 10″ nord, 7° 41′ 12″ est |
|       | Dorfbrunnen                      |      |      |      | E    |      |      |      | Dorfstrasse         | Wynigen            | 47° 06′ 22″ nord, 7° 40′ 03″ est |
|       | Ehemaliger Gasthof «Wilder Mann» |      |      |      | E    |      |      |      | Dorfstrasse 12      | Wynigen            | 47° 06′ 21″ nord, 7° 39′ 59″ est |
|       | Presbytère                       |      |      |      | E    |      |      |      | Dorfstrasse 8       | Wynigen            | 47° 06′ 22″ nord, 7° 40′ 00″ est |
|       | Speicher im Oberbüel             |      |      |      | e    |      |      |      | Oberbüel 239c       | Wynigen            | 47° 06′ 18″ nord, 7° 41′ 56″ est |

## Communes Z
| Photo | Objet                             | Type | Type | Type | Type | Type | Type | Type | Adresse                  | Commune    | Coordonnées                      |
| Photo | Objet                             | A    | Arch | B    | E    | M    | O    | S    | Adresse                  | Commune    | Coordonnées                      |
| ----- | --------------------------------- | ---- | ---- | ---- | ---- | ---- | ---- | ---- | ------------------------ | ---------- | -------------------------------- |
|       | Archiv Schweizer Milchproduzenten |      | Arch |      |      |      |      |      | Molkereistrasse 23       | Zollikofen | 46° 59′ 36″ nord, 7° 27′ 36″ est |
|       | Château de Reichenbach            |      |      |      |      |      | O    |      | Schloss Reichenbach 6–11 | Zollikofen | 46° 59′ 27″ nord, 7° 26′ 58″ est |
|       | Burgruine Oberer Mannenberg       | A    |      |      |      |      |      |      |                          | Zweisimmen | 46° 34′ 18″ nord, 7° 22′ 55″ est |
|       | Burgruine Unterer Mannenberg      | A    |      |      |      |      |      |      |                          | Zweisimmen | 46° 34′ 13″ nord, 7° 22′ 47″ est |
|       | Église réformée avec presbytère   |      |      |      |      |      | O    |      | Kirchgasse 231           | Zweisimmen | 46° 33′ 07″ nord, 7° 22′ 18″ est |